# 賽沖阿
賽沖阿（穆麟德轉寫：saicungga，?—1828年），赫舍里氏，滿洲正黃旗人。襲雲騎尉世職，后封二等男爵。乾隆五十二年，派隨將軍福康安往勦臺灣林爽文。賜號斐靈額巴圖魯。臺灣平，列後三十功臣中，繪像紫光閣。嘉慶十一年，為欽差大臣，赴臺灣平蔡牽、朱濆。歷西安將軍、吉林將軍、成都將軍。二十二年，召為正白旗漢軍都統、御前大臣、領侍衛內大臣。尋授盛京將軍。二十四年，復召為理藩院尚書。道光元年，出為西安將軍。四年，召授內大臣、鑲藍旗蒙古都統，充總諳達。八年，卒。贈太子太師，諡襄勤。

## 延伸阅读
[在维基数据编辑]
 《清史稿·卷348》，出自趙爾巽《清史稿》
 《清史稿·卷348》